# Villa Vicentina
Villa Vicentina (Vile Visintine en friulano, localmente la Vila ) es una población de 1.399  habitantes en la provincia de Udine, en la región autónoma de Friuli-Venecia Julia.

## Geografía

### Demografía
| Gráfica de evolución demográfica de Villa Vicentina entre 1861 y 2001 |
|                                                                       |
| Fuente ISTAT - elaboración gráfica de Wikipedia                       |

- Datos: Q53397
- Multimedia: Villa Vicentina / Q53397

1. ↑  Worldpostalcodes.org, código postal n.º 33059.
2. ↑  «Codici Catastali». Comuni-italiani.it (en italiano). Consultado el 29 de abril de 2017.